# レイチェル・ゼグラー
レイチェル・ゼグラー（Rachel Anne Zegler, 2001年5月3日 - ）は、アメリカ合衆国の女優、歌手、YouTuber。

## 来歴
ニュージャージー州ハッケンサック出身。父親はポーランド系、母親はコロンビア系。

## キャリア
高校時代から学校演劇で主演をつとめ、卒業後、バーゲン・パフォーミング・アーツ・センターで演技を学ぶ。
2021年、名作ブロードウェイ・ミュージカル『ウエスト・サイド物語』をスティーヴン・スピルバーグ監督が映画化した『ウエスト・サイド・ストーリー』に約3万人の中から主人公マリア役に抜擢され、映画デビューした。その演技は第79回ゴールデングローブ賞 映画部門 主演女優賞 (ミュージカル・コメディ部門)や第93回ナショナル・ボード・オブ・レビュー賞主演女優賞を受賞するなど高い評価を受けた。
2021年、ディズニーのアニメ映画『白雪姫』の実写版リメイク（2025年公開）にて白雪姫を演じることが決定した。「赤子の時に見舞われた猛吹雪を生き延びた」という設定に変更されている。

## 私生活
2015年から歌唱動画を投稿するYouTuberとしても活動している。
「ｉ－Ｄ」とのインタビューで、「白雪姫」が映画評論サイトで酷評され、非難の矢面に立たされたことで傷つき、精神科医に通ったことを告白。
「精神科医は、私をずっと見守ってくれた」とした上で、「ただ『あなたが経験していることは普通じゃない』と言い聞かせてくれる人が欲しかった」とし、その言葉が大きな助けになったと話した。ゼグラーはまた、不安障害の治療薬を服用したことも明かし、機能不全に陥っていたと説明した。

## フィルモグラフィ
※役名の太字表記は主演。

### 映画

#### 劇場公開映画
| 年   | 題名                                                                   | 役名                       | 備考   | 吹替     |
| ---- | ---------------------------------------------------------------------- | -------------------------- | ------ | -------- |
| 2021 | ウエスト・サイド・ストーリー West Side Story                           | マリア・バスケス           |        | 藤原夏海 |
| 2023 | シャザム!〜神々の怒り〜 Shazam! Fury of the Gods                       | アン / アンテア            | [ 20 ] | 鬼頭明里 |
| 2023 | ハンガー・ゲーム0 The Hunger Games: The Ballad of Songbirds and Snakes | ルーシー・グレイ・ベアード |        | 藤原夏海 |
| 2024 | Y2K                                                                    | ローラ                     |        |          |
| 2025 | 白雪姫 Snow White                                                      | 白雪姫                     |        | 吉柳咲良 |

#### WEB配信映画
| 年   | 題名                          | 役名       | 配信局  | 備考     | 吹替       |
| ---- | ----------------------------- | ---------- | ------- | -------- | ---------- |
| 2024 | エリアンと魔法の絆 Spellbound | エリアン姫 | Netflix | 声の出演 | 川井田夏海 |

## 受賞とノミネート
『ウエスト・サイド・ストーリー』
- ゴールデングローブ賞 映画部門 主演女優賞 (ミュージカル・コメディ部門)受賞
- ナショナル・ボード・オブ・レビュー賞主演女優賞受賞